# Autódromo Aldea Romana de Bahía Blanca
Autódromo Aldea Romana de Bahía Blanca – argentyński tor wyścigowy, położony niedaleko miejscowości Bahía Blanca, w prowincji Buenos Aires. 
Jest jednym z najważniejszych miejsc związanych ze sportami motorowymi w południowej części Argentyny.

## Historia
Budowa Autódromo Aldea Romana de Bahía Blanca rozpoczęła się w 1972 roku. W pierwszej wersji, tor miał dwie możliwości długości: 2020 m i 3329 m. Rozgrywano na nim wyścigi na poziomie zarówno regionalnym, jak i krajowym. 
Po przebudowie, która obejmowała remont toru (szerokość dróg zwiększono do 16 m), wieży kontrolnej, części medycznej, pit-lane, istnieje trzy możliwości tras wyścigowych. 
Ostatni wyścig na tym torze miał miejsce w 2011 roku i był to jeden z wyścigów serii Turismo Carretera w sezonie 2011. Później podjęto decyzję o kolejnym remoncie i przebudowie, która aktualnie utknęła w martwym punkcie z powodu kwestii finansowych.